# Maximiliano Díaz
Maximiliano Andrés Díaz (* 15. November 1988 in Merlo) ist ein argentinischer Leichtathlet, der sich auf den Dreisprung spezialisiert hat, aber auch im Weitsprung und im Sprint an den Start geht. 2011 und 2019 wurde er Südamerikameister im Dreisprung.

## Sportliche Laufbahn
Erste Erfahrungen bei internationalen Meisterschaften sammelte Maximiliano Díaz im Jahr 2009, als er bei den Südamerikameisterschaften in Lima mit einer Weite von 15,49 m auf Anhieb die Bronzemedaille hinter dem Brasilianer Jefferson Sabino und Hugo Chila aus Ecuador gewann. Er erhielt seine Medaille jedoch erst nachträglich, der da ursprüngliche Bronzemedaillengewinner Leonardo Elisiário dos Santos aus Brasilien wegen eines Dopingverstoßes disqualifiziert wurde. Im Jahr darauf belegte er bei den U23-Südamerikameisterschaften, die im Zuge der Südamerikaspiele in Medellín ausgetragen wurden, mit 16,00 m den vierten Platz im Dreisprung und wurde im Weitsprung mit 7,32 m Fünfter. Zudem erreichte er mit der argentinischen 4-mal-400-Meter-Staffel in 3:16,31 min den fünften Platz. Anschließend klassierte er sich bei den Ibero-Amerikanischen Meisterschaften in San Fernando mit 6,81 m Rang zwölf im Weitsprung und wurde im Dreisprung mit 15,60 m Sechster. 2011 siegte er bei den Südamerikameisterschaften in Buenos Aires mit 16,51 m im Dreisprung und belegte im Weitsprung mit 7,26 m den siebten Platz. Damit qualifizierte er sich erstmals für die Weltmeisterschaften in Daegu, bei denen er mit 15,91 m aber den Finaleinzug verpasste. Daraufhin erreichte er bei den Panamerikanischen Spielen in Guadalajara mit 16,47 m Rang vier.
2012 belegte er bei den Ibero-Amerikanischen Meisterschaften in Barquisimeto mit 14,83 m den zehnten Platz und im Jahr darauf wurde er bei den Südamerikameisterschaften in Cartagena mit 14,98 m Siebter. 2014 nahm er erneut an den Südamerikaspielen in Santiago de Chile teil und klassierte sich dort mit 15,39 m auf dem sechsten Platz, wie auch bei den Leichtathletik-Südamerikameisterschaften 2015 in Lima mit 15,36 m. 2016 erreichte er bei den Ibero-Amerikanischen Meisterschaften in Rio de Janeiro mit 15,31 m Rang fünf und im Jahr darauf wurde er dann bei den Südamerikameisterschaften in Luque mit 15,82 m ebenfalls Fünfter. 2018 erreichte er bei den Südamerikaspielen in Cochabamba mit 15,74 m den fünften Rang und belegte anschließend bei den Ibero-Amerikanischen Meisterschaften in Trujillo mit 15,90 m den vierten Platz. 2019 gewann er bei den Südamerikameisterschaften in Lima mit 16,23 m seinen zweiten Titel und belegte anschließend bei den Panamerikanischen Spielen ebendort mit 15,97 m Rang zehn. 2020 gewann er dann bei den erstmals ausgetragenen Hallensüdamerikameisterschaften in Cochabamba mit neuem Landesrekord von 16,52 m die Bronzemedaille hinter den Brasilianern Alexsandro Melo und Mateus de Sá und sicherte sich mit der argentinischen 4-mal-400-Meter-Staffel in 3:29,45 min die Silbermedaille hinter dem Team aus Bolivien. Im Jahr darauf belegte er bei den Südamerikameisterschaften in Guayaquil mit 16,20 m den vierten Platz und auch bei den Hallensüdamerikameisterschaften 2022 in Cochabamba wurde er mit 16,02 m Vierter. Anschließend gelangte er bei den Ibero-Amerikanischen Meisterschaften in La Nucia mit 16,01 m auf den siebten Platz. Im Jahr darauf belegte er bei den Südamerikameisterschaften in São Paulo mit 15,86 m den achten Platz und 2024 gewann er bei den Hallensüdamerikameisterschaften in Cochabamba mit 16,00 m die Bronzemedaille hinter dem Venezolaner Leodán Torrealba und Geiner Moreno aus Kolumbien. Im Mai belegte er bei den Ibero-Amerikanischen Meisterschaften in Cuiabá mit 15,89 m den achten Platz und im Jahr darauf erreichte er bei den Hallensüdamerikameisterschaften in Cochabamba mit 15,79 m auf Rang sechs.
In den Jahren von 2009 bis 2013 sowie 2016 und von 2018 bis 2020 und 2022 und 2024 wurde Díaz argentinischer Meister im Dreisprung sowie 2011 und 2012 auch im Weitsprung.

## Persönliche Bestzeiten
- Weitsprung: 7,53 m (−0,1 m/s), 22. April 2012 in Santa Fe
- Dreisprung: 16,52 m, 2. Februar 2020 in Cochabamba (argentinischer Rekord)